# Mannschaftskader der österreichischen Staatsliga im Schach 1984/85
Die österreichische Schachstaatsliga 1984/85 hatte folgende Spielermeldungen und Einzelergebnisse.
Aufgelistet sind nur Spieler, die mindestens einen Einsatz in der Saison hatten. In Einzelfällen kann die Reihenfolge von der hier angegebenen abweichen. Bei einigen Spielern war es mangels auffindbarer Unterlagen nicht mehr möglich die Vornamen zu ermitteln.

## Legende
Die nachstehenden Tabellen enthalten folgende Informationen:
- Nr.: Ranglistennummer.
- Titel: FIDE-Titel zu Saisonbeginn (Eloliste vom Juli 1984); GM = Großmeister, IM = Internationaler Meister, FM = FIDE-Meister, WGM = Großmeister der Frauen, WIM = Internationaler Meister der Frauen, WFM = FIDE-Meister der Frauen, CM = Candidate Master, WCM = Candidate Master der Frauen
- Elo: (FIDE-)Elo-Zahl zu Saisonbeginn (Eloliste vom Juli 1984), sofern vorhanden.
- Nation: Nationalität gemäß Eloliste vom Juli 1984
- G: Anzahl Gewinnpartien (kampflose Siege werden in den Einzelbilanzen berücksichtigt)
- R: Anzahl Remispartien
- V: Anzahl Verlustpartien (kampflose Niederlagen werden in den Einzelbilanzen nicht berücksichtigt)
- Pkt.: Anzahl der erreichten Punkte
- Partien: Anzahl der gespielten Partien
- Elo-Perf.: Turnierleistung der Spieler mit mindestens fünf Partien
- Normen: Erspielte Normen für FIDE-Titel

## SK VÖEST Linz
| Nr. | Titel | Name              | Elo  | Nation           | G  | R | V | Pkt. | Partien | Elo- Perf. | Normen |
| --- | ----- | ----------------- | ---- | ---------------- | -- | - | - | ---- | ------- | ---------- | ------ |
| 01  | IM    | Georg Danner      | 2390 | Österreich       | 6  | 6 | 4 | 9    | 16      | 2374       |        |
| 02  |       | Heinz Baumgartner | 2350 | Österreich       | 10 | 4 | 2 | 12   | 16      | 2414       |        |
| 03  |       | Vlastimil Stulik  |      | Tschechoslowakei | 0  | 2 | 0 | 1    | 02      |            |        |
| 04  |       | Peter Roth        | 2305 | Österreich       | 9  | 4 | 2 | 11   | 15      | 2285       |        |
| 05  |       | Ernst Schüller    | 2240 | Österreich       | 4  | 6 | 2 | 7    | 12      |            |        |
| 06  |       | Friedrich Wöber   |      | Österreich       | 3  | 2 | 2 | 4    | 07      |            |        |
| 07  |       | Horst Niedermayr  | 2240 | Österreich       | 2  | 1 | 1 | 2,5  | 04      |            |        |

## SK Merkur Graz
| Nr. | Titel | Name            | Elo  | Nation      | G | R  | V | Pkt. | Partien | Elo- Perf. | Normen |
| --- | ----- | --------------- | ---- | ----------- | - | -- | - | ---- | ------- | ---------- | ------ |
| 01  | IM    | Walter Wittmann | 2390 | Österreich  | 7 | 7  | 2 | 10,5 | 16      | 2453       |        |
| 02  |       | Walter Pils     | 2370 | Österreich  | 3 | 15 | 0 | 10,5 | 18      | 2345       |        |
| 03  | FM    | Horst Watzka    | 2335 | Österreich  | 9 | 8  | 1 | 13   | 18      | 2528       |        |
| 04  |       | Bozidar Krsnik  | 2310 | Jugoslawien | 4 | 2  | 3 | 5    | 09      |            |        |
| 05  |       | Peter Schrafl   |      | Österreich  | 5 | 2  | 2 | 6    | 09      |            |        |
| 06  |       | Oswald Riedler  |      | Österreich  | 1 | 0  | 1 | 1    | 02      |            |        |

## ASK Klagenfurt
| Nr. | Titel | Name              | Elo  | Nation     | G | R | V | Pkt. | Partien | Elo- Perf. | Normen |
| --- | ----- | ----------------- | ---- | ---------- | - | - | - | ---- | ------- | ---------- | ------ |
| 01  | FM    | Franz Hölzl       | 2320 | Österreich | 4 | 7 | 3 | 7,5  | 14      | 2357       |        |
| 02  | FM    | Heimo Titz        | 2300 | Österreich | 6 | 7 | 3 | 9,5  | 16      | 2293       |        |
| 03  |       | Kurt Petschar     | 2310 | Österreich | 4 | 8 | 6 | 8    | 18      | 2228       |        |
| 04  |       | Johannes Leber    | 2260 | Österreich | 8 | 1 | 5 | 8,5  | 14      |            |        |
| 05  |       | Ulrich Altrichter |      | Österreich | 3 | 2 | 1 | 4    | 06      |            |        |
| 06  |       | Krainer           |      | Österreich | 0 | 0 | 2 | 0    | 02      |            |        |

## SK Austria Wien
| Nr. | Titel | Name               | Elo  | Nation     | G | R  | V | Pkt. | Partien | Elo- Perf. | Normen |
| --- | ----- | ------------------ | ---- | ---------- | - | -- | - | ---- | ------- | ---------- | ------ |
| 01  |       | Klaus Opl          | 2340 | Österreich | 5 | 3  | 4 | 6,5  | 12      | 2345       |        |
| 02  |       | Günter Miniböck    | 2275 | Österreich | 1 | 8  | 3 | 5    | 12      | 2283       |        |
| 03  |       | Johann Pöcksteiner | 2290 | Österreich | 2 | 10 | 2 | 7    | 14      | 2262       |        |
| 04  |       | Karl Grillitsch    | 2295 | Österreich | 3 | 9  | 4 | 7,5  | 16      | 2312       |        |
| 05  | FM    | Werner Mikenda     | 2270 | Österreich | 0 | 2  | 0 | 1    | 02      |            |        |
| 06  |       | Milanov            |      | Österreich | 0 | 0  | 2 | 0    | 02      |            |        |
| 07  |       | Adolf Denk         | 2220 | Österreich | 1 | 1  | 0 | 1,5  | 02      |            |        |
| 08  |       | Manfred Schumi     |      | Österreich | 3 | 3  | 2 | 4,5  | 08      |            |        |
| 09  |       | Manfred Hangweyrer |      | Österreich | 3 | 1  | 0 | 3,5  | 04      |            |        |

## SK St. Pölten
| Nr. | Titel | Name             | Elo  | Nation     | G | R  | V | Pkt. | Partien | Elo- Perf. | Normen |
| --- | ----- | ---------------- | ---- | ---------- | - | -- | - | ---- | ------- | ---------- | ------ |
| 01  |       | Ernst Weinzettl  | 2275 | Österreich | 1 | 8  | 5 | 5    | 14      | 2212       |        |
| 02  |       | Karl Röhrl       | 2290 | Österreich | 4 | 11 | 3 | 9,5  | 18      | 2295       |        |
| 03  |       | Alois Hellmayr   |      | Österreich | 5 | 11 | 2 | 10,5 | 18      | 2294       |        |
| 04  |       | Felix Winiwarter |      | Österreich | 5 | 0  | 5 | 5    | 10      |            |        |
| 05  |       | Johann Haas      |      | Österreich | 0 | 2  | 1 | 1    | 03      |            |        |
| 06  |       | Friedrich Knapp  |      | Österreich | 1 | 1  | 3 | 1,5  | 05      |            |        |
| 07  |       | Hannes Ganaus    |      | Österreich | 1 | 2  | 1 | 2    | 04      |            |        |

## SK Hietzing Wien
| Nr. | Titel | Name              | Elo  | Nation     | G | R | V | Pkt. | Partien | Elo- Perf. | Normen |
| --- | ----- | ----------------- | ---- | ---------- | - | - | - | ---- | ------- | ---------- | ------ |
| 01  | IM    | Andreas Dückstein | 2340 | Österreich | 2 | 8 | 1 | 6    | 11      | 2361       |        |
| 02  | FM    | Karl Janetschek   | 2320 | Österreich | 1 | 8 | 1 | 5    | 10      | 2251       |        |
| 03  |       | Ernst Swoboda     | 2285 | Österreich | 1 | 7 | 1 | 4,5  | 09      | 2266       |        |
| 04  |       | Herbert Zöbisch   | 2245 | Österreich | 2 | 7 | 4 | 5,5  | 13      | 2251       |        |
| 05  |       | Ulrich Steiner    | 2285 | Österreich | 6 | 5 | 5 | 8,5  | 16      | 2223       |        |
| 06  |       | Anton Strauß      | 2220 | Österreich | 1 | 2 | 0 | 2    | 03      |            |        |
| 07  |       | Lothar Karrer     |      | Österreich | 1 | 1 | 0 | 1,5  | 02      |            |        |
| 08  |       | Wolfgang Krpelan  |      | Österreich | 1 | 3 | 2 | 2,5  | 06      |            |        |
| 09  |       | Manfred Ofner     |      | Österreich | 0 | 0 | 1 | 0    | 01      |            |        |

## 1. SSK Mozart
| Nr. | Titel | Name              | Elo  | Nation     | G | R | V | Pkt. | Partien | Elo- Perf. | Normen |
| --- | ----- | ----------------- | ---- | ---------- | - | - | - | ---- | ------- | ---------- | ------ |
| 01  | FM    | Josef Klinger     | 2460 | Österreich | 5 | 5 | 2 | 7,5  | 12      | 2449       |        |
| 02  |       | Reinhard Hanel    |      | Österreich | 5 | 9 | 4 | 9,5  | 18      | 2309       |        |
| 03  |       | Heinz Peterwagner |      | Österreich | 5 | 9 | 3 | 9,5  | 17      | 2329       |        |
| 04  |       | Engelbert Schöppl |      | Österreich | 4 | 5 | 9 | 6,5  | 18      | 2045       |        |
| 05  |       | Johann Bauer      |      | Österreich | 0 | 0 | 4 | 0    | 04      |            |        |
| 06  |       | Hans Petschar     |      | Österreich | 0 | 1 | 1 | 0,5  | 02      |            |        |
| 07  |       | Ernst Volf        |      | Österreich | 0 | 0 | 1 | 0    | 01      |            |        |

## WSV-ATSV Ranshofen
| Nr. | Titel | Name                  | Elo  | Nation     | G | R  | V | Pkt. | Partien | Elo- Perf. | Normen |
| --- | ----- | --------------------- | ---- | ---------- | - | -- | - | ---- | ------- | ---------- | ------ |
| 01  | IM    | Arne Dür              | 2390 | Österreich | 6 | 5  | 1 | 8,5  | 12      | 2509       |        |
| 02  |       | Josef Ager            | 2260 | Österreich | 5 | 10 | 3 | 10   | 18      | 2339       |        |
| 03  |       | Andreas Druckenthaner |      | Österreich | 2 | 9  | 3 | 6,5  | 14      | 2082       |        |
| 04  |       | Wolfgang Hackbarth    |      | Österreich | 4 | 6  | 8 | 7    | 18      | 2080       |        |
| 05  |       | Herbert Doppelhammer  |      | Österreich | 0 | 2  | 5 | 1    | 07      |            |        |
| 06  |       | Reinhold Sperl        |      | Österreich | 0 | 0  | 2 | 0    | 02      |            |        |
| 07  |       | Huber                 |      | Österreich | 0 | 0  | 1 | 0    | 01      |            |        |

## SK Flötzersteig-Breitensee
| Nr. | Titel | Name               | Elo  | Nation     | G | R | V | Pkt. | Partien | Elo- Perf. | Normen |
| --- | ----- | ------------------ | ---- | ---------- | - | - | - | ---- | ------- | ---------- | ------ |
| 01  |       | Leo Kwatschewsky   | 2365 | Österreich | 0 | 5 | 7 | 2,5  | 12      | 2152       |        |
| 02  | FM    | Franz Stoppel      | 2245 | Österreich | 2 | 9 | 4 | 6,5  | 15      | 2204       |        |
| 03  |       | Heinrich Schüch    |      | Österreich | 1 | 1 | 1 | 1,5  | 03      |            |        |
| 04  |       | Werner Wilke       |      | Österreich | 2 | 6 | 6 | 5    | 14      | 2172       |        |
| 05  |       | Engelbert Liebhart |      | Österreich | 4 | 5 | 3 | 6,5  | 12      | 2210       |        |
| 06  |       | Harald Herndl      |      | Österreich | 2 | 1 | 1 | 2,5  | 04      |            |        |
| 07  |       | Alexander Kostka   |      | Österreich | 0 | 0 | 2 | 0    | 02      |            |        |
| 08  |       | Johannes Wejbora   |      | Österreich | 0 | 1 | 2 | 0,5  | 03      |            |        |
| 09  |       | Lambert Danner     |      | Österreich | 2 | 1 | 2 | 2,5  | 05      |            |        |
| 10  |       | Oswald Seuß        |      | Österreich | 1 | 1 | 0 | 1,5  | 02      |            |        |

## Union Styria Graz
| Nr. | Titel | Name            | Elo | Nation     | G | R  | V | Pkt. | Partien | Elo- Perf. | Normen |
| --- | ----- | --------------- | --- | ---------- | - | -- | - | ---- | ------- | ---------- | ------ |
| 01  |       | Josef Draxler   |     | Österreich | 0 | 11 | 5 | 5,5  | 16      | 2218       |        |
| 02  |       | Manfred Raffalt |     | Österreich | 2 | 8  | 8 | 6    | 18      | 2154       |        |
| 03  |       | Alexander Dohr  |     | Österreich | 1 | 4  | 7 | 3    | 12      | 2192       |        |
| 04  |       | Klaus Nickl     |     | Österreich | 5 | 4  | 5 | 7    | 14      | 2277       |        |
| 05  |       | Leo Weiß        |     | Österreich | 3 | 1  | 2 | 3,5  | 06      |            |        |
| 06  |       | Alfred Wallner  |     | Österreich | 1 | 4  | 1 | 3    | 06      |            |        |